# 날-시대 창조론
날-시대 창조론(Day-age creationism)은 오랜 지구 창조설의 일종이다. 창세기의 창조 기록에 언급 된 6일은 오늘날의 24시간이 아니라 수천에서 수십억 년에 해당하는 긴 시대를 의미한다는 것이 그 중심 내용이다. 이 때 창세기의 기록과 과학적 지구의 나이가 조화롭게 일치된다. 날-시대 이론을 주장하는 사람들은 주로 진화론에 대한 과학적 합의를 받아들이는 유신진화론과 진화론을 거부하는 점진적 창조론자들 사이에 위치한다. 히브리어 욤이 시작과 끝을 의미하는 24시간의 하루를 의미하는게 아니라, 어떤 기간을 나타나는데 사용된다는 것이 날-시대 창조론의 주요 근거이다.
천체물리학자 휴 로스는 창세기의 창조 1일과 4일을 다음과 같이 해석한다: 창조 1일에는 태양과 달을 포함한 하늘이 이미 창조되었지만 대기가 불투명하여 빛이 지구 표면에 도달하지 못했으며, 창조 4일에는 대기가 천체가 볼 수 있을 정도로 투명해져서 창세기의 이야기대로 징조와 계절과 날과 해를 이루는 기능을 수행할 수 있게 되었다. 그는 선캄브리아기 동안 대기 중 산소가 증가하여 안개와 구름이 줄어든 것을 자신의 해석과 연관시켰다. 그는 또한 창세기 1장의 식물을 산소를 생성하는 미생물로 해석하고, 창조 6일에 창조된 동물은 모든 지상 동물이 아니라 인간 활동에 필요한 동물이라고 보아 창조 5일에 역시 육상 동물이 창조되었을 수 있다고 제안한다.

## 같이 보기
- 욤
- 천지창조
- 창조자 신
- 창조연대
- 우주의 역사

## 추가 자료
- Ross, Hugh, A Matter of Days: Resolving a Creation Controversy, Navpress Publishing Group, 2004, ISBN 1-57683-375-5
- Sarfati, Jonathan, Refuting Compromise, Master Books, 2004, ISBN 0-89051-411-9 (YEC critique of the day-age theory and old-earth creationism)

1. ↑  Hugh Ross, Navigating Genesis: A Scientist’s Journey through Genesis 1–11 (Covina, CA: RTB Press, 2014), 223–24.
2. ↑  Hugh Ross, Improbable Planet: How Earth Became Humanity’s Home (Grand Rapids: Baker, 2016), 108–97.
3. ↑  Hugh Ross, Navigating Genesis: A Scientist’s Journey through Genesis 1–11 (Covina, CA: RTB Press, 2014).